# 厍狄显安
厍狄显安（？—？），善无郡（今山西省朔州市右玉县南）人，东魏、北齐官员。

## 生平
厍狄显安在东魏时期官至散骑常侍。北齐建立后，有一次赵郡王高叡和厍狄显安侍奉齐孝昭帝高演，齐孝昭帝说：“高叡是我同祖父的堂弟，厍狄显安是我亲姑妈的儿子，今天以家里人的礼节相待，免去君臣之间的恭敬礼节，可以说说我的不足之处。”厍狄显安说：“陛下总是说虚妄不实的话。”齐孝昭帝说：“怎么说？”厍狄显安回答说：“陛下过去见到齐文宣帝高洋以马鞭打人，常常说这是不对的，现在自己也用马鞭打人，这不是说假话吗？”齐孝昭帝握住厍狄显安的手表示感谢，又让厍狄显安进一步直言，厍狄显安回答说：“陛下太琐细，身为天子却更像个小吏。”齐孝昭帝说：“我自己也很是知道这一点，但是国家缺乏法制很久了，我将要整顿法制，要达到可以无为而治的地步。”齐孝昭帝又问王晞，王晞说：“厍狄显安说得对。”齐孝昭帝都从容接受劝谏。

## 家庭

### 父母
- 厍狄干，北齐太宰、章武景烈王
- 乐陵公主，追尊齐文穆帝高树生之女，追尊齐神武帝高欢妹妹

### 兄弟姐妹
- 厍狄伏敬，一作伏庆，东魏直阁[1]
- 厍狄安定[1]
- 厍狄洛，骠骑将军、和州刺史